# Clayton (Wisconsin)
Clayton – wieś w Stanach Zjednoczonych, w stanie Wisconsin, w hrabstwie Polk.